# 磁州镇
磁州镇，是中华人民共和国河北省邯郸市磁县下辖的一个乡镇级行政单位。
磁州镇位于县境东部，为磁县县人民政府所在地。镇人民政府驻县城磁州路东段路北。东与高臾镇、临漳县为邻，西与路村营乡、西固义乡交界，南与讲武城镇接壤，北与光禄镇毗邻，总面积80.75平方公里，29029户，12.60万人，绝大多数为汉族，少数民族有回族、满族等。辖18个社区、1个街道和41个村委员会。

## 地理位置
磁州镇位于县境东部。东与高臾镇、临漳县为邻，西与路村营乡、西固义乡交界，南与讲武城镇接壤，北与光禄镇毗邻，总面积80.75平方公里，29029户，12.60万人，绝大多数为汉族，少数民族有回族、满族等。辖18个社区、1个街道和41个村委员会。

## 历史沿革
1945年10月解放后，置滏阳镇，后改置为区。1954年4月置城关镇。1958年8月并入南来村公社。1961年4月成立城关公社。1965年4月改称城关镇。1989年4月城关镇改为磁州镇。1996年2月将南开河、东槐树、北来村3乡并入。一九九九年被确定为邯郸市小城镇综合改革试点镇。

## 地理环境
磁州镇地处丘陵平原交界带，海拔70～90米，地下水位55～15米。滏阳河、民有渠四支渠、高级渠。西闸北干、南干渠从境内过，有小型水库1座。土壤为潮褐土、石灰性褐土、褐土和潮土。总耕地为7．79万亩，其中水浇地6．44万亩。农作物主要有小麦、玉米、谷子、棉花等。农副产品丰富，有大葱、大蒜、韭菜、蒜黄、鸡蛋等特色产品。2005年粮食总产量3.80万吨，农业总产值3.80亿元。

## 行政区划
磁州镇下辖以下地区：
阜才街社区、西城街社区、监上街社区、司前街社区、滏阳街社区、乐善街社区、明德街社区、二里铺社区、粮斗庄社区、辛家庄社区、北孟庄社区、关后社区、陈家庄社区、务本街社区、台庄社区、敦化街社区、兴礼街社区、固城社区、兴仁街村、纪庄村、白庄村、南来村、张庄村、西来村、大营村、小营店村、黄官营村、八里铺村、五里铺村、北来村、朱庄村、三里屯村、西侯召村、东侯召村、南开河村、沙营村、西王庄村、后张庄村、东王庄村、小侯召村、北开河村、磨里村、南王庄村、魏庄村、常庄村、东槐树村、西槐树村、槐树屯村、东窑头村、尹家桥村、张杨庄村、后湾漳村、湾漳营村、前湾漳村、湾子村、永旺村、李庄村、响水亮村、南磨村和龙王庙村。

## 交通
- 京广铁路：磁县站